# Ивањице
Ивањице (слч. Ivanice) насељено је мјесто са административним статусом сеоске општине (слч. obec) у округу Римавска Собота, у Банскобистричком крају, Словачка Република.

## Становништво
| Година:    | 1994. | 2004.   | 2014.    | 2024.   |
| ---------- | ----- | ------- | -------- | ------- |
| Број људи: | 185   | 203     | 246      | 248     |
| Разлика:   |       | +9,72 % | +21,18 % | +0,81 % |

| Година:    | 2023. | 2024.   |
| ---------- | ----- | ------- |
| Број људи: | 243   | 248     |
| Разлика:   |       | +2,05 % |

Према подацима о броју становника из 2011. године насеље је имало 257 становника.